# Anders Bjurner
Bo Anders Bjurner (* 1. Dezember 1943 in Stockholm) ist ein ehemaliger schwedischer Diplomat, der unter anderem zwischen 2006 und 2010 Botschafter in Italien sowie zugleich von 2007 bis 2009 Botschafter in Albanien war.

## Leben
Bo Anders Bjurner, Sohn des Bauingenieurs Folke Bjurner und der Inga Bjurner, absolvierte nach dem Abitur (Studentexamen) zwischen 1963 und 1964 zunächst ein Gaststudienjahr an der University of Alabama und daraufhin ein Studium der Fachrichtung Zivilökonomie an der Handelshochschule Stockholm HHS (Handelshögskolan i Stockholm), welches er 1969 beendete. 1971 trat er in den diplomatischen Dienst des Außenministeriums (Utenriksdepartementet) ein und fand zunächst Verwendung bei der Ständigen Vertretung und Delegation bei der Organisation für wirtschaftliche Zusammenarbeit und Entwicklung (OECD) in Paris, ehe er von 1972 bis 1974 Mitarbeiter der Abteilung für Entwicklungshilfe des Außenministeriums war. Im Anschluss folgten von 1974 bis 1976 Verwendungen an der Botschaft in Sambia und zwischen 1976 und 1979 an der Botschaft in Angola, ehe er von 1979 bis 1984 Mitarbeiter der Politischen Abteilung des Außenministeriums sowie Mitglied der Vorbereitungsgruppe humanitäre Hilfe war. Daraufhin war er zwischen 1984 und 1987 an der Ständigen Vertretung und Delegation bei den Vereinten Nationen in New York City tätig und danach von 1987 bis 1990 Chef der Unterabteilung 3 der Politischen Abteilung des Außenministeriums. Ferner fungierte er zwischen 1988 und 1991 als Sonderberater von Außenminister Sten Andersson für den Nahen Osten.
1990 wurde Bjurner zum Botschafter (Ambassadör) und war daraufhin bis 1992 stellvertretender Leiter der Politischen Abteilung des Außenministeriums, wobei er zugleich von der Konferenz über Sicherheit und Zusammenarbeit in Europa (KSZE) als Vermittler im Bergkarabachkonflikt zwischen Armenien und Aserbaidschan eingesetzt wurde. Daneben war er zwischen 1990 und 1992 auch Vorstandsmitglied der Exportkreditnämnden (EKN), eine 1933 gegründete Behörde, die schwedische Exporte fördert, indem sie verschiedene Formen staatlicher Garantien ausstellt, um sich vor Zahlungsausfällen oder anderen Formen von Vertragsbruch zu schützen, sowie zugleich Vorstandsmitglied der Vorbereitungsgruppe für internationale technisch-wirtschaftliche Zusammenarbeit BITS (Beredningen för internationellt tekniskt-ekonomiskt samarbete). Im Anschluss war er von 1992 bis 1994 schwedischer Repräsentant und Vorsitzender der Beamten-Kommission bei der Europäischen Sicherheitskonferenz (ESK) und fungierte zwischen 1995 und 2000 als stellvertretender Staatssekretär des Außenministeriums (Biträdande statssekreterare). Er wurde 1997 Vorstandsmitglied der Verteidigungshochschule FHS (Försvarshögskolan) sowie Vorsitzender des Regierungsrates für Friedens- und Sicherheitsförderungsbemühungen (Regeringens råd för freds- o säkerhetsfrämjande insatser). 1999 wurde er Vorstandsmitglied des Ausbildungs- und Forschungsinstitutes der Vereinten Nationen UNITAR (United Nations Institute for Training and Research) sowie 2000 Repräsentant im Politischen und Sicherheitspolitischen Komitee der Europäischen Union (EU), ehe er zwischen 2002 und 2006 Leiter der Unterabteilung Europäische Sicherheitspolitik des Außenministeriums war.
2006 wurde Bjurner als Nachfolger von Staffan Wrigstad als Botschafter in Italien mit Amtssitz in Rom und war bis zu seiner Ablösung durch Ruth Jacoby 2010 zugleich von 2007 bis 2009 als Botschafter in Albanien akkreditiert. Er schrieb zudem Artikel über Südafrika, die schwedische Südafrika-Politik, ESK/OSZE, Zusammenarbeit im Ostseeraum, Konfliktmanagement und andere sicherheitspolitische Themen. 1994 heiratete er in zweiter Ehe die Diplomatin Annika Söder (* 1955), die zwischen 2014 und 2019 als Kabinettssekreterare nach Außenministerin Margot Wallström höchste Beamtin des Außenministeriums war, und ist eine Tochter von Generaldirektor Gunnar Söder (1928–2020), zwischen 1976 und 1979 Staatssekretär im Industrieministerium, sowie Karin Söder (1928–2015), die von 1976 bis 1978 Außenministerin sowie zwischen 1979 und 1982 Ministerin für Gesundheit, Soziales und Nordische Kooperation war.

## Veröffentlichung
- Regional organizations and peacemaking. Challengers to the UN?, Mitautor Peter Wallensteen, 2015